# Петровская Горка
Петровская Горка — деревня в Скребловском сельском поселении Лужского района Ленинградской области.

## Название
Название восходит к Петровскому погосту, располагавшемуся в полуверсте к югу от деревни.

## История
Петровский погост Новгородского уезда у озера Череменца упоминается в писцовых книгах Шелонской пятины 1501 года.
Деревня Горка, состоящая из 27 крестьянских дворов, упоминается на карте Санкт-Петербургской губернии Ф. Ф. Шуберта 1834 года.

ГОРКА — деревня принадлежит коллежской советнице Базаниной, число жителей по ревизии: 107 м. п., 123 ж. п. (1838 год)

ГОРКА — деревня госпожи Базаниной, по просёлочной дороге, число дворов — 31, число душ — 127 м. п. (1856 год)

ГОРКА ПЕТРОВСКАЯ — село владельческое при озере Череменецком, число дворов — 40, число жителей: 125 м. п., 129 ж. п.; Церковь православная. (1862 год)

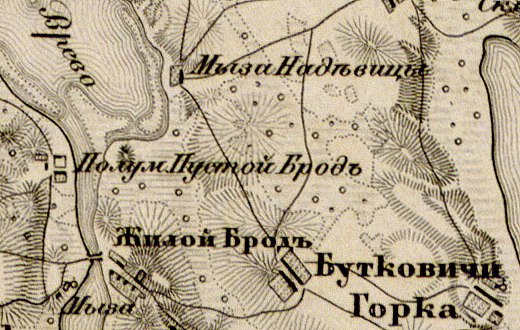
Деревня Петровская Горка на карте 1863 года

Согласно карте из «Исторического атласа Санкт-Петербургской Губернии» 1863 года деревня называлась Горка.
В XIX веке деревня административно относилась ко 2-му стану Лужского уезда Санкт-Петербургской губернии, в начале XX века — к Югостицкой волости 5-го земского участка 4-го стана.
По данным «Памятной книжки Санкт-Петербургской губернии» за 1905 год деревня называлась Горское и образовывала Горское сельское общество.
С 1917 по 1923 год деревня Петровская Горка входила в состав Бутковского сельсовета Югостицкой волости Лужского уезда.
С 1923 года, в составе Передольской волости.

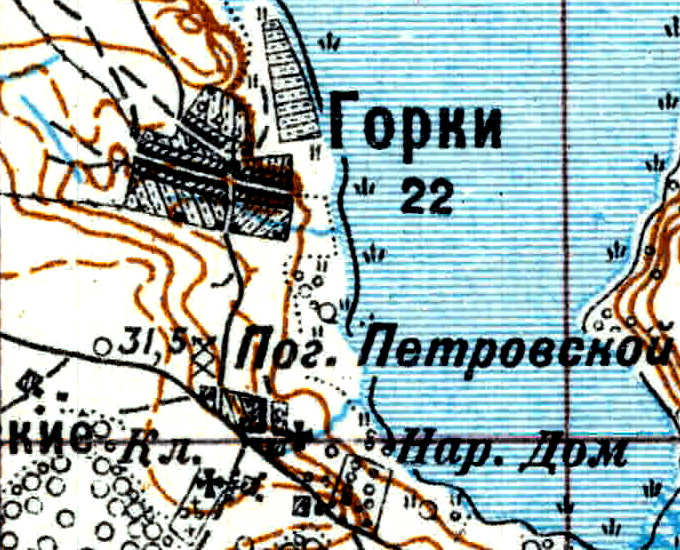
Деревня Петровская Горка на карте 1926 года

Согласно топографической карте 1926 года деревня называлась Горки и насчитывала 22 двора. В центре деревни находилась часовня. К югу от деревни находился Петровский погост, две церкви, кладбище, отделение телеграфа и Народный дом.
С августа 1927 года, в составе Лужского района.
По данным 1933 года деревня Петровская Горка входила в состав Бутковского сельсовета Лужского района.
C 1 августа 1941 года по 31 января 1944 года деревня находилась в оккупации.
В 1958 году население деревни Петровская Горка составляло 145 человек.
По данным 1966 года деревня Петровская Горка также входила в состав Бутковского сельсовета.
По данным 1973 и 1990 годов деревня Петровская Горка входила в состав Скребловского сельсовета.
По данным 1997 года в деревне Петровская Горка Скребловской волости проживали 37 человек, в 2002 году — 29 человек (все русские).
В 2007 году в деревне Петровская Горка Скребловского СП проживали 26 человек.

## География
Деревня расположена в южной части района на автодороге 41К-144 (Киевское шоссе — Невежицы).
Расстояние до административного центра поселения — 9 км.
Расстояние до ближайшей железнодорожной станции Луга I — 27 км.
Деревня находится на западном берегу Череменецкого озера.

## Демография
| 1838 | 1862 | 1958 | 1997 | 2007 | 2010 | 2017 |
| ---- | ---- | ---- | ---- | ---- | ---- | ---- |
| 230  | ↗254 | ↘145 | ↘37  | ↘26  | ↘25  | ↗30  |

## Достопримечательности
Часовня во имя Преображения Господня, деревянная, основана в XVIII веке, перестроена в середине XIX века, поновлена в 1990-е годы, действующая.

## Улицы
Верхняя, Нижняя, Озёрная, Центральная.